# Provincia del General Federico Román
La provincia del General Federico Román es una provincia al norte de Bolivia, ubicada en el departamento de Pando, con capital en la localidad de Nueva Esperanza. 
Esta provincia tiene una superficie de 13 200 km², siendo esta la segunda de mayor superficie del departamento, cuenta con una población de 7034 habitantes (INE 2012) y una densidad de 0,53 hab/km² siendo una de las más bajas del país. Recibió su nombre en homenaje al héroe militar boliviano Federico Román Calderón.

## Historia
La provincia del General Federico Román fue creada en base al territorio oriental que antes era de la provincia de Abuná, en el departamento de Pando. Esta fue creada mediante la ley N.º 249 el 19 de octubre de 1963 durante la presidencia de Víctor Paz Estenssoro, dividida en tres secciones municipales: la primera con capital Fortaleza, la segunda con capital Loma Alta y la tercera con capital Santos Mercado.

## Geografía
La provincia se ubica en el extremo norte de Bolivia, constituyendo su punto geográfico más septentrional del país. Limita al norte y al este con la República del Brasil, al sur con la provincia de Vaca Díez en el departamento del Beni, al suroeste con la provincia de Manuripi, y al oeste con la provincia de Abuná.

## Demografía
De acuerdo con el censo boliviano de 2024, la población de la provincia del General Federico Román es de 6 074 habitantes.
La población de la provincia se ha cuadruplicado en las últimas tres décadas:
| Año  | Habitantes | Fuente |
| ---- | ---------- | ------ |
| 1992 | 1 516      | Censo  |
| 2001 | 2 242      | Censo  |
| 2012 | 7 034      | Censo  |
| 2024 | 6 074      | Censo  |

| N.º | Municipio       | Censo 1992 | Censo 2001 | Censo 2012 | Censo 2024 | Crecimiento 1992‑2024 |
| --- | --------------- | ---------- | ---------- | ---------- | ---------- | --------------------- |
| 1.º | Nueva Esperanza | —          | 2 068      | —          | 1 390      | (dato 2012)           |
| 2.º | Villa Nueva     | —          | 3 275      | —          | 2 500      | (dato 2012)           |
| 3.º | Santos Mercado  | 235        | 509        | 1 691      | 2 184      | +830,2 %              |

## Municipios
La provincia está dividida en 3 municipios:
| Municipios de la provincia | Capital         |
| -------------------------- | --------------- |
| Nueva Esperanza            | Nueva Esperanza |
| Villa Nueva                | Loma Alta       |
| Santos Mercado             | Villa Victoria  |